# Manuel Amador Fierro
Manuel Amador Fierro (Colombia, siglo XIX)fue un político colombiano.
Activo en la segunda mitad del siglo XIX. Fue Presidente del Estado de Bolívar entre 1867 y 1870, secretario de Guerra y Marina entre 1870 y 1871 y Segundo Designado Presidencial en dos ocasiones: 1869-1870 y 1871-1872.
En 1873 firmó un contrato con el gobierno nacional para llevar el telégrafo al Estado Soberano de Bolívar. El 9 de septiembre de 1875 inició las obras, que duraron 8 meses, durante los cuales se tendieron 570 km de cable telegráfico en todo Bolívar y se abrieron las oficinas telegráficas de Cartagena, Barranquilla, El Carmen de Bolívar, Corozal, Sincelejo, Magangué, Chinú y Sabanalarga. El servicio telegráfico fue inaugurado en esta sección de Colombia en mayo de 1876.
En su primer período como Ministro de Guerra no aumentó el número de efectivos, al considerar que era innecesario por la tranquilidad vivida en el país en ese momento. Durante este mandato se planteó instalar un sistema de instrucción militar estándar, y reducir el tiempo de servicio militar obligatorio, que para entonces era de 6 años. Así mismo, tuvo que hacer frente a la sublevación de Táchira, que pudo haber puesto en peligro la estabilidad del país; sin embargo, Fierro encaminó al país a permanecer neutral, por lo que el país no se vio afectado por aquellas revueltas. En su tercer mandato como Ministro, volvió a reducir el número de efectivos, debido a la estabilidad del país en el momento. También presentó un proyecto de ley para que el Congreso sancionara un código militar, propuesto por Agustín Núñez, con el fin de acabar con las penas arbitrarias de la justicia militar en el momento.
Murió el 12 de noviembre de 1881. Parte de sus descendientes se reubicaron en Costa Rica, siendo su hijo el Doctor Francisco de Paula Amador Salcedo, miembro del Congreso de Costa Rica entre 1914 y 1917, además de presidente municipal de Puntarenas y su tataranieto Doctor Luis Amador Jiménez Ministro de Obras Públicas y Transportes de Costa Rica entre el 2022 y el 2024.